# De andre har også prøvet det
|  | Denne artikel er oprettet af botten Steenthbot ud fra en ekstern database. Den kan derfor have sproglige fejl eller mangler. Denne skabelon kan fjernes efter kontrol af indholdet. |

De andre har også prøvet det er en dansk dokumentarfilm fra 2010 instrueret af Ulrik Holmstrup.

## Handling
"Det er først nu, at det er ved at gå op for mig, at min far er død." 12-årige Sara mødte forståelse hos de andre børn i sorggruppen. En gang om måneden mødes børnene, som har det til fælles, at de har mistet enten deres far eller mor.